# Principessa Leila
La Principessa Leila Organa di Alderaan, anche nota come Senatrice Leila Organa o Generale Leila Organa (nei libri, nei fumetti, nelle opere del nuovo canone e nell'originale inglese Leia Organa), è un personaggio immaginario dell'universo immaginario di Guerre stellari, interpretato nella trilogia originale da Carrie Fisher e nella serie televisiva Obi-Wan Kenobi da Vivien Lyra Blair.
Figlia della senatrice di Naboo Padmé Amidala (morta subito dopo il parto), e del Jedi Anakin Skywalker (poi divenuto Dart Fener), è la sorella gemella di Luke Skywalker, dal quale venne separata subito dopo la nascita sull'asteroide di Polis Massa nel 19 BBY, su consiglio del Maestro Yoda e, mentre Luke venne affidato alla famiglia Lars su Tatooine, lei venne adottata e cresciuta su Alderaan da Bail Organa e sua moglie, la regina Breha Antilles. Da adulta, divenne membro del Senato Galattico, dove giocò un ruolo segreto per l'Alleanza Ribelle. Innamoratasi del contrabbandiere e in seguito generale dell'Alleanza Ian Solo, lo sposò ed ebbe da lui il figlio Ben.
Il personaggio è entrato nell'immaginario collettivo divenendo una icona del cinema e del genere fantascientifico in particolare.

## Storia
La famiglia di Leila era composta da molti individui influenti, politici e militari. Crebbe come figlia adottiva della regina (e successivamente Ministro dell'Educazione) Breha Organa e dal marito, Viceré/Principe Consorte Bail Organa di Alderaan. Costui era un politico-ribelle nonché spia, ed aveva una forte personalità ed un intelletto acuto, avendo fatto molta esperienza in gioventù. Leila fu un membro del Senato galattico, finché l'Imperatore Palpatine non lo sciolse. In quel momento divenne leader dell'Alleanza Ribelle. Crescendo in un ambiente privilegiato, questa fiera diplomatica ricevette un addestramento nelle arti marziali per potersi difendere, imparando il combattimento corpo a corpo.

## Apparizioni

### Film

#### Guerre stellari

La principessa mentre nasconde i piani segreti della Morte Nera nella memoria del droide R2-D2

Nel quarto episodio, la principessa viene rapita dal temibile Dart Fener. Egli la accusa di essere una traditrice e di conoscere il nascondiglio dei piani segreti della Morte Nera, la più recente e potente arma dell'Impero. A sua insaputa, a bordo della nave consolare Tantive IV, la giovane senatrice ha nascosto i piani all'interno di un droide, R2-D2, e l'ha spedito alla ricerca del leggendario Maestro Jedi, Obi-Wan Kenobi, sul vicino pianeta di Tatooine. Fener arriverà a torturarla senza però ottenere nulla. Ancora convinto della sua utilità, Wilhuff Tarkin, comandante della Morte Nera, minaccia di distruggere il suo pianeta natale con la superarma a meno che lei riveli la base segreta dei Ribelli. Leila apparentemente cede, e rivela che la base ribelle si trova su Dantooine (informazione che si rivelerà falsa), ma Tarkin ordina di distruggere Alderaan in ogni caso, uccidendone l'intera popolazione (tranne i pochi che sono lontani dal pianeta) e l'intera famiglia di Leila. Nell'attesa di essere uccisa, non rinuncia alla speranza, e viene alla fine salvata da improbabili eroi: Luke Skywalker, un vecchio Obi-Wan Kenobi, il contrabbandiere Ian Solo (Han), lo wookiee Chewbecca, e due droidi, R2-D2 e C-3PO. Dopo che il gruppo riesce a scappare, grazie al sacrificio di Obi-Wan, essi partecipano alla battaglia di Yavin. Luke, nel suo X-wing, fa esplodere la più terrificante arma dell'Impero. Nella base ribelle su Yavin IV Leila offre la Medaglia della Libertà di Alderaan ai suoi salvatori nonché eroi della battaglia.

#### L'Impero colpisce ancora
Tre anni dopo, nel quinto episodio, la principessa partecipa all'evacuazione della base Ribelle sul gelido pianeta Hoth. Nonostante l'approssimarsi della battaglia, continua a comandare dalla base in pericolo. Fortunatamente, riesce ad evitare i pericoli e fugge con C-3PO, Ian e Chewbecca sul Millennium Falcon. Nonostante siano inseguiti dalle truppe Imperiali, decidono di schivare i colpi volando in un campo di asteroidi quando l'iperguida si rompe. Nonostante Leila sia costantemente in rotta con Ian, l'amore nasce; mentre si nascondono in una grotta (la bocca di una lumaca spaziale), condivide il suo primo bacio con il contrabbandiere di Corellia. Più tardi, quando sostano a Bespin per le riparazioni, l'amico di Ian, Lando Calrissian li tradisce consegnandoli a Fener, che li usa come esca per Luke. Ian viene utilizzato anche come cavia per il suo nuovo sistema di congelamento a carbonio studiato per Luke, ed è qui che la principessa confessa il suo amore. Fener consegna il congelato Ian al cacciatore di taglie Boba Fett con l'ordine di portarlo a Jabba the Hutt, a cui Ian deve ripagare un vecchio debito. Lando aiuta Leila, Chewbecca ed i due droidi a scappare. Durante la fuga, lei sente che Luke è in pericolo e decide di tornare ad aiutarlo. Riescono a salvarlo, nonostante sia ferito gravemente dopo un duello con Dart Fener, che gli ha rivelato di essere il padre.

#### Il ritorno dello Jedi
Sei mesi dopo il rapimento di Ian, Leila, Chewbecca, Lando, Luke (che ora è quasi divenuto un cavaliere Jedi) ed i due droidi si recano a Tatooine per tentare di salvarlo dal malvagio Jabba the Hutt. Leila deve fingere di essere un cacciatore di taglie ubese di nome Boussh, che deve consegnare Chewbecca a Jabba.
Usando un detonatore termico durante il patteggiamento per la taglia, conquista il rispetto di Jabba e del "collega" Boba Fett (che aveva consegnato Ian allo stesso Jabba). Leila viene scoperta da Jabba e dall'amico solo quando libera Ian dalla sua fredda prigione. Dopo che Luke offende Jabba, lui e Ian vengono condannati ad essere dati in pasto a sarlacc, una creatura che vive in un pozzo. Luke e Calrissian riescono a sopraffare le guardie di Jabba, e Leila torna in azione durante la confusione creata. Scivola oltre Jabba e prende la catena che la lega a lui, la avvolge intorno al collo del mostro strozzandolo. Fugge riunendosi a Ian, e tornando all'Alleanza.
Mentre si prepara per l'ultima battaglia con le truppe imperiali su Endor, Leila si ricorda della madre e lo dice a Luke. Dopodiché, Luke le rivela di essere il gemello perduto, e che l'odiato Dart Fener è il padre. Luke rivela che, se dovesse morire, lei sarebbe l'ultima degli Skywalker, nonché erede del legame Jedi che rappresenta la speranza dei Ribelli. Leila è scioccata, ma grazie alla "Forza" sente che è tutto vero e recupera abbastanza energie per guidare i Ribelli in battaglia su una delle lune di Endor.
A bordo della stazione spaziale l'Imperatore Palpatine, tentando di fare di lui il suo nuovo apprendista, sprona Luke a sfidare Fener. All'inizio Luke resiste, ma perde il controllo quando Fener usa le sue capacità telepatiche per sondare la mente di Luke, scoprendo l'esistenza di Leila, e minacciando di portarla nel "lato oscuro" della Forza. Infuriato, Luke quasi uccide Fener, finché capisce, all'ultimo secondo, che facendolo si unirebbe al destino del padre. Respinge Palpatine, che lo attacca con l'uso del lato oscuro. A questo punto Fener si scaglia contro il maestro uccidendolo, e morendo a sua volta nel combattimento. Con l'ultimo respiro, il redento Anakin Skywalker prega Luke di riferire a Leila che, tutto sommato, c'è ancora del buono in lui.
Leila, nel frattempo, guida i Ribelli alla vittoria su Endor, mentre Lando e la flotta Ribelle distruggono la Morte Nera, sconfiggendo una volta per tutte l'Impero.

#### La vendetta dei Sith
Cronologicamente, Leila appare la prima volta ne La vendetta dei Sith, quando la vera madre, la senatrice Padmé Amidala di Naboo, diede alla luce prima il gemello Luke e poi lei sull'asteroide di Polis Massa. Prima che la madre morisse accudita da Obi-Wan Kenobi, Leila la guardò brevemente conquistandone un tenue ricordo indelebile.
Dopo la morte di Padmé, Obi-Wan e Yoda decisero di nascondere i giovani Skywalker dal padre recentemente passato al lato oscuro della Forza. Leila fu spedita ad Alderaan con i droidi R2-D2 e C-3PO insieme al padre adottivo in modo da non essere trovata dall'Impero. Nel terzo episodio della serie si apprende che il nome completo di nascita della principessa è Leila Amidala Skywalker.

#### Il risveglio della Forza
Dopo la caduta dell'Impero Galattico, Leila contribuisce a ripristinare la nuova Repubblica. Ha un figlio insieme a Ian, Ben Solo, che viene addestrato da Luke prima di passare al Lato Oscuro e assumere il nome di Kylo Ren, divenendo il malvagio apprendista del Leader Supremo Snoke, il capo del Primo Ordine (rinato dalle ceneri dell'Impero). All'incirca trent'anni dopo la battaglia di Endor, Leila, con il grado di generale, comanda le forze della Resistenza su D'Qar e cerca di rintracciare il fratello Luke, in esilio da anni in un luogo sconosciuto. Dopo essersi riunita al marito Ian dopo molti anni di separazione, lo supplica di riportare il figlio a casa e al Lato Chiaro. Dopo la morte di suo marito a causa del figlio, Leila avverte attraverso la Forza il terribile accaduto.

#### Rogue One
Leila fa una breve apparizione nella scena finale del film Rogue One, ricevendo i piani della Morte Nera. Dal momento che questo film si svolge prima della trilogia originale di Star Wars, era necessaria una giovanissima Leila. Per ottenere questo effetto, un'immagine generata al computer di una giovane Carrie Fisher è stata sovrapposta al volto dell'attrice norvegese Ingvild Deila grazie all'uso della computer-generated imagery (CGI).

#### Gli ultimi Jedi
Leila dà l'ordine di evacuare la base di D’Quar dopo essere stati scoperti dal Primo Ordine. Una volta che l'alleanza è uscita dall'iperspazio, il Primo Ordine attacca di nuovo: Kylo Ren, a bordo di un caccia, incrocia lo sguardo con la madre sulla piattaforma d’osservazione e decide di non sparare, ma un altro caccia spara alla piattaforma d’osservazione. Nell'esplosione, il corpo privo di sensi di Leila fluttua nello spazio, ma grazie alla Forza riesce a tornare nella nave, entrando in coma. Una volta risvegliatasi, Leila ordina la ritirata sul pianeta Crait, dove è presente una vecchia base ribelle abbandonata. Qui incontra lo spirito di suo fratello Luke, che aiuterà le forze della Resistenza superstiti a fuggire dal Primo Ordine che assedia il pianeta.

#### L'ascesa di Skywalker
Circa un anno dopo la morte di Luke, Leila aiuta Rey a continuare e finire il suo addestramento Jedi. Successivamente, Leila manda Rey, Finn, Poe Dameron, C-3PO, BB-8 e Chewbecca a trovare il malvagio Darth Sidious. Nel corso della missione, Rey si ritrova faccia a faccia con il figlio di Leila, Ben Solo, e i due iniziano un nuovo scontro. Leila percepisce ciò che sta succedendo, e cerca di riportare Ben al lato chiaro, ma muore a causa dell'enorme sforzo. Successivamente Luke dona a Rey la spada di Leila rivelandole di aver addestrato la sorella negli anni e che tale spada sarebbe stata destinata proprio alla ragazza. Infine il suo corpo scompare insieme a quello del figlio, diventando tutt'una con la Forza e appare come fantasma di Forza accanto a suo fratello Luke su Tatooine dando il consenso a Rey quando decide di assumere il cognome "Skywalker".

### Televisione

#### Obi-Wan Kenobi
La principessa Leila appare nella miniserie Obi-Wan Kenobi all'età di dieci anni interpretata da Vivien Lyra Blair.
In tale serie la bambina viene rapita dagli inquisitori per tendere una trappola al Jedi e stanarlo ma questi riuscirà a salvarla e percorrendo con lei una lunga avventura fino al suo ritorno su Alderaan.

#### Star Wars: Rebels
Nel dodicesimo episodio della seconda stagione di Star Wars Rebels (intitolato appunto Una principessa su Lothal) fa la sua apparizione una Leila quindicenne, recatasi su Lothal, ufficialmente per portare aiuti alimentari alla popolazione, ma in realtà per consegnare tre astronavi alla cellula ribelle del pianeta. Durante gli eventi dell'episodio, la principessa avrà modo di entrare in contatto con il protagonista della serie Ezra Bridger ed il suo maestro jedi Kanan Jarrus, facenti parte del gruppo di ribelli su Lothal.

#### Star Wars Resistance
Nella serie televisiva Star Wars Resistance (ambientata prima degli eventi de Il risveglio della Forza) Leila appare unicamente nella prima stagione. La sua prima apparizione (sotto forma di ologramma) è nell'episodio pilota, dove affida al giovane Kazuda "Kaz" Xiono l'incarico di recarsi come spia sotto copertura nella stazione di rifornimento nota come "il Colosso" (sita sul pianeta Castilion), in modo da tenere d'occhio i movimenti del Primo Ordine. Riappare poi di persona nell'episodio La stazione di Theta Black dove manda Kazuda e Poe Dameron in missione di ricognizione nel suddetto sistema.
Successivamente all'occupazione del Colosso da parte del Primo Ordine e alla richiesta di aiuto di Xiono, Leila risponderà di non poter intervenire, in quanto erano in corso gli eventi de Il risveglio della Forza e la Resistenza si stava recando sul pianeta Takodana.

## Legends
Secondo quanto narrato nell'Universo espanso, divenne capo di Stato della Nuova Repubblica e sposò Ian Solo ed ebbero tre figli : i gemelli Jaina e Jacen ed Anakin Solo.

### Alderaan
Secondo l'Universo espanso, Leila è cresciuta con Winter Celchu, che divenne in futuro sua servitrice, nonché balia dei suoi figli.
Come erede al trono di Alderaan, Leila è parte dell'Alto Consiglio di Alderaan e membro del Senato Galattico/Imperiale. Dopo la vittoria dei Ribelli su Endor, nomina Alderaan rifugio per gli abitanti sopravvissuti alla distruzione del pianeta natale. La Casa Reale di Alderaan, nella persona di Leila Organa Solo e dei figli, continua a regnare sia sul vecchio sistema di Alderaan che su quello nuovo. Il suo titolo è puramente cerimoniale visto che l'amministrazione è delegata ad un governo.
Nonostante la sua relazione con Dart Fener diventi di pubblico dominio dopo la distruzione dell'Impero, rimane l'erede della regina Breha e di Bail Organa, e quindi membro della Casa Reale.
All'età di diciott'anni Leila divenne il più giovane membro del Senato galattico e strinse grande amicizia con la collega Pooja Naberrie di Naboo (sua cugina biologica) e una delle guide dell'Alleanza Ribelle.

### The Star Wars Holiday Special
Leila appare brevemente nello speciale TV del 1978 The Star Wars Holiday Special, dove è interpretata ancora una volta da Carrie Fisher. Nello show, Leila è leader e amministratore della base della Nuova Alleanza Ribelle. È accompagnata da C-3PO mentre contatta la moglie di Chewbecca, Mallatobuck, per avere aiuto nella ricerca di Chewbecca e Ian. Appare anche in uno spezzone del cartone su una diversa base Ribelle, situata in un campo di asteroidi, ed a una cerimonia alla fine del film.

### La tregua di Bakura
Come raccontato nel romanzo La tregua di Bakura, subito dopo la Battaglia di Endor, l'Alleanza Ribelle ricevette un messaggero droide da Bakura, sotto invasione dagli Ssi-ruuk. Dal momento che Bakura possiede armi potenti, che nonostante la distanza potrebbero produrre danni, l'Alleanza decide di mandare una task force per aiutare i Bakurani. Sia Leila che Luke vengono assegnati allo squadrone per le qualità diplomatiche e la capacità nelle arti marziali. Le restanti forze dell'Impero raccolte a Bakura si alleano coi Ribelli subito dopo la vittoria Endor firmando una tregua. È durante questo periodo che lo spirito di Anakin Skywalker appare a Leila implorando il perdono, cosa che la principessa non è ancora in grado di offrire.

### La Nuova Repubblica
La principessa è socio fondatore della Nuova Repubblica, fondata formalmente nel 5 ABY. Succede a Mon Mothma nel ruolo di cancelliere, e successivamente ricopre altre cariche, come Capo della Difesa ed altri ruoli diplomatici. Nonostante la maggior parte della sua vita sia dedicata a compiti di stato, si applica agli studi delle arti Jedi, con Luke nel ruolo di maestro. In particolare, si esercita con una spada laser blu che ha costruito da sola, prima di riceverne da Luke una rossa (non di costruzione Sith) per completare l'arma che aveva fabbricato.
Dopo la disastrosa corte subita dal Principe Isolder, sposa Ian nell'8 ABY. Come descritto in Un amore per la Principessa, Ian rapisce Leila e la porta sul pianeta Dathomir vinto in una partita di sabacc. Qui incontrano le streghe di Dathomir, i cui tentativi di fuga portano alla morte del signore della guerra Zsin e del suo regno, rivale allo stesso tempo dell'Impero e della Nuova Repubblica.
All'inizio, Leila non vuole avere figli, temendo che vengano assorbiti dal lato oscuro come successe per il padre. Durante una missione su Tatooine per recuperare il Killik Twilight e la chiave di Comcast nascosta in esso, Leila trova il diario della nonna Shmi Skywalker e, con l'aiuto di Kitster e Wald, amici d'infanzia del padre, scopre che il padre non era il mostro che aveva conosciuto, ed accetta di perdonarlo.
L'anno successivo, il Grand'ammiraglio Thrawn, che si è alleato con Jorus C'baoth, ordina ai commando noghri di rapire Leila, in attesa di un bambino. C'Baoth vuole portare Leila e Luke sul lato oscuro, trascinando con loro i due gemelli ancora non nati, dopo aver saputo della loro potenza. Per evitare la cattura, lei si nasconde sul pianeta Kashyyyk, ma viene rintracciata. Imparerà che Fener una volta atterrò sul pianeta natale dei noghri, Honoghr e li convinse a servire l'Impero promettendo loro di salvare il pianeta dal disastro ecologico subito durante le guerre dei cloni. Per questo sono leali a Fener. Leila riesce ad utilizzare il suo legame biologico col padre per persuadere l'assassino noghri a viaggiare con lei fino a Honoghr e constatare la fine dell'Impero. Mostra ad una rappresentanza di noghri che i droidi mandati dall'Impero stanno n realtà avvelenando la terra e rallentando la ricostruzione. Smettono di servire l'Impero dopo che uno di loro, Rukh, uccide Thrawn durante la battaglia di Bilbringi e si allea con la Nuova Repubblica. Per i suoi sforzi, Leila è conosciuta come "Lady Fener" tra i noghri, e la sua famiglia è vista con rispetto nella loro società.
Durante la crisi di Thrawn, Leila dà alla luce i due gemelli Jaina e Jacen su Coruscant durante l'assedio a Thrawn.

### Il lato oscuro della Forza
Durante gli eventi de Il lato oscuro della Forza, la Nuova Repubblica soffre problemi seri, perdendo molti dei suoi mondi, così come Luke Skywalker, passato al lato oscuro. Dopo la cattura del fratello su Coruscant, susseguente al trasporto su Byss, e la corruzione dell'Impero clonato, una Leila incinta con il marito, Ian Solo, raggiungono la nuova fortezza dell'Imperatore su Byss dove si dovrà confrontare con la reincarnazione dell'Imperatore. All'inizio Leila fallisce nel suo tentativo di strappare Luke al lato oscuro, ma riesce a rubare un Holocron Jedi dalle camere dell'Imperatore. Leila sale a bordo del Super Star Destroyer dell'Imperatore durante il suo attacco alla luna Pinnacle di Da Soocha. Si appella alla bontà che sta dentro a Luke, redimendolo, ed attacca Palpatine con il Lato Chiaro della Forza, tagliandolo fuori dal lato oscuro e dal controllo delle forze titaniche che comandava a piacimento, con l'intenzione di distruggere definitivamente la flotta dell'Alleanza Ribelle. Sia l'"Eclipse I" che Palpatine vengono distrutti.
Durante l'Operazione Mano Oscura, l'Alleanza Ribelle continua a fuggire. Al terzo figlio di Leila, nato nel 10 ABY nella base spaziale Ribelle in orbita intorno a Nespis VIII, viene dato il nome di Anakin in onore del riscatto del padre.
Insieme ad uno Jedi di nome Jen sfida il successore di Palpatine, un assassino Jedi Oscuro.
Anche questa tregua si dimostra breve, visto che Palpatine rinasce come clone, anche se gravemente rovinato dal sabotaggio di Carnor Jax e di uno dei Mano dell'Imperatore. Leila viene obbligata a scappare su Onderon per nascondere Anakin da Palpatine, che vorrebbe trasferire la sua anima nel bambino. L'Imperatore alla fine la trova, ma Ian gli spara alle spalle mentre si impossessa del giovane Solo. Il sacrificio di un Empatojayos Brand moribondo li salva dallo spirito di Palpatine e distrugge il tiranno una volta per tutte.
Come capo di Stato, Leila guida la Nuova Repubblica attraverso una quantità di crisi provocate dai signori della guerra post-Imperiali. Man mano che la loro minaccia diminuisce e che la Nuova Repubblica cresce, deve anche impegnarsi per dirimere conflitti politici interni durante le elezioni.
Due schieramenti si scontrano durante la Crisi della Flotta Nera nel 16 ABY, in cui Leila invoca l'Articolo Cinque della Carta Comune per prevenire un attacco alla sua carica e la successiva dichiarazione di guerra agli yevetha. Le crepe nella sua grande popolarità iniziano a manifestarsi in questo periodo, crepe che accelerano l'ascensione politica del furbo politico Bothan, Borsk Fey'lya.

### La Guerra degli yuuzhan vong ed oltre
Dopo aver ricoperto la carica per la seconda volta, Leila dà le dimissioni da capo di Stato, e viene rimpiazzata da Borsk Fey'lya. Dopo l'attacco degli yuuzhan vong a Sernpidal nel 25 ABY, Leila si presenta di fronte al Senato per porre l'attenzione sulla minaccia di questo popolo. La sua richiesta non viene accolta, e le legioni vong invadono la galassia, distruggendo sistema dopo sistema e sconfiggendo gli Jedi e l'esercito della Nuova Repubblica in un'epica battaglia. Stavolta, nonostante la forza di Luke, Leila gli amici e gli alleati non possono evitare che il lato oscuro vinca. Leila, i figli, Ian e gli amici vedono la vittoria degli invasori, ma Borsk Fey'lya ed i suoi sostenitori spacciano la cosa come vittoria.
Leila si unisce a SELCORE, un movimento che aiuta i rifugiati. Poco dopo, la morte di Chewbecca manda Ian in depressione, creando un'incrinatura tra lui e Leila, culminante con la sua fuga dal matrimonio dopo una discussione. Riaggiustano le cose dopo che Leila viene ferita gravemente da Tsavong Lah durante la battaglia di Duro. I loro problemi non sono ancora finiti; quando i vong sguinzagliano i peggiori assassini, i voxyn, per trovare ed uccidere tutti gli Jedi, Leila viene attaccata da uno di loro. Con l'aiuto della guardia del corpo noghri, lo uccide con la spada laser. Poco dopo, nel 27 ABY, Leila e Ian perdono il figlio minore, Anakin, durante la missione di Myrkr e la caduta di Coruscant.
Ian e Leila vanno ad Hapes per il funerale di Anakin, quindi riprendono le loro missioni per ristabilire le connessioni con le Regioni Ignote, compresa la guerra per la salvezza di Bakura, di nuovo sotto l'attacco degli Ssi-ruuk. Leila aiuta i Pwecks a ribellarsi ai padroni, ed il suo aiuto è fondamentale per colpire l'Impero.
Verso la fine della guerra degli yuuzhan vong, lei e Ian Solo salvano Thorsh, un prigioniero dei campi di internamento sul pianeta Selvaris. In seguito, lei ed il marito vanno con Kyp Durron, un Maestro Jedi, Wraw, un agente segreto e qualche altro alleato sul pianeta Callulla. Durante la battaglia con gli ultimi guerrieri yuuzhan vong riescono ad uccidere molti di loro compreso il comandante. Alla fine il plotone verrà salvato da Lando Calrissian, Talon Karrde e Tendra, la moglie di Lando.
Quando Zonama Sekot si ripresenta vicino a Coruscant nel 30 ABY, Ian e Leila lo raggiungono per riunirsi al resto della famiglia. Mentre si trovano lì, incontrano Harrar, un prete yuuzhan vong. Leila, Ian e pochi compagni si uniscono ad Harrar ed un pugno di eretici per entrare nel centro di Coruscant.
Dopo la distruzione di Shimmra e del Signore Supremo Onimi, Nom Anor viaggia con i gemelli Solo ed i genitori attraverso il labirinto per fuggire dalla potente nave da guerra. Il morente li raggiunge e spara il suo veleno contro Ian ma Jacen blocca il fluido salvando il padre. Leila attacca il Prefetto prima che riesca ad uccidere il marito ed il primogenito. La figlia di Dart Fener si dimostra vittoriosa e taglia il braccio di Nom Anor.
La bella principessa e l'ex contrabbandiere lasciano Nom Anor a morire sul pianeta ma non assistono alla sua morte.
Leila torna su Zonama, lascia la politica e diventa il copilota di Ian, compito che svolgerà per i successivi cinque anni.

### Dark Nest
Nel 35 ABY, Ian e Leila seguono vari Jedi scomparsi nelle Regioni Ignote e scoprono che Raynar Thul è vivo ed è stato adottato dai killik. Per evitare una guerra con i Chiss, Leila suggerisce a "UnuThul" (così viene ora chiamato Raynar) di spostare la casa dei killik su un nuovo pianeta, ma gli fa credere che sia una sua idea. Leila fa i conti con la sua cultura e chiede a Saba Sebatyne di insegnarle le arti Jedi, come le era stato promesso da Luke durante la crisi di Thrawn.
In questo periodo, R2-D2 ha alcuni gravi malfunzionamenti e mostra a Luke un video del padre con una donna incinta, la sua vera madre. In questo filmato Anakin e Padmé parlano di un sogno di Anakin in cui Padmé muore durante il parto. Prima che Luke possa ottenere altre informazioni da R2, il droide si fonde, dicendo che sta proteggendo alcune informazioni. Frustrato, Luke contatta il maestro Ghent, il quale riesce a recuperare un altro filmato da R2; questa volta viene mostrata una scena in cui Padmé parla con Obi-Wan Kenobi di Anakin, ed il filmato viene visto sia da Luke sia da Leila. Durante la guerra dello sciame Luke e Leila vedono la morte della madre. Inoltre, Sebatyne dice a Leila di costruire una nuova spada laser per dimostrare che è una vera Jedi.
Durante questa guerra, batte il perfido Joiner Alemar Rar, un ex campione Jedi. Ha superato uno dei più forti studenti che il Nuovo Ordine Jedi abbia mai conosciuto.
Leila e Ian diventano nonni di Allana, la figlia di Jacen, nel 36 ABY.

## Il nome nell'adattamento italiano
Nel 1977 Mario Maldesi, direttore del doppiaggio di Guerre stellari, decise di modificare i nomi di alcuni personaggi del film per ragioni di armonia di linguaggio e di sveltezza nel dirlo rispetto al labiale americano, una scelta comune nelle opere di genere fantasy. Il nome della Principessa Leia, la cui pronuncia in italiano suona un po' forzata per via dello iato di tre vocali di fila, divenne così Leila, un nome dal suono più naturale e che si pronuncia con meno forzature. Tale nome è stato usato nelle principali opere in cui è apparso il personaggio (nei film e nelle serie televisive ma anche in alcuni romanzi, fumetti e videogiochi) fino all'uscita del film Star Wars - Il risveglio della Forza, quando è stato ripristinato il nome originale, nome usato di norma anche nelle opere pubblicate in seguito.

## Influenza culturale e parodie
- Nel giugno 2005 la Principessa Marta Luisa di Norvegia ammise in un'intervista[senza fonte] che il primo nome della figlia più giovane Leah Isadora Behn — quinta in successione al trono norvegese — fu ispirato dalla principessa Leila.
- La strana acconciatura di Leila fu chiamata "acconciatura a ciambella" da molti fan della saga. Miss Piggy, personaggio dei Muppet, una volta copiò l'acconciatura usando una ciambella in un famoso episodio del Muppet Show dedicato a Guerre stellari (Carrie Fisher odiava quella pettinatura, ma non osò discuterne con George Lucas, dato che temeva di poter essere licenziata).
- Le scene da schiava sono state votate tra le più memorabili nella storia del cinema dalla rivista Empire e, insieme ad alcune scene di nudo parziale nelle prime pellicole horror dell'attrice[Quali?], hanno trasformato Carrie Fisher in un'icona dell'immaginario erotico giovanile degli anni ottanta.
- Il personaggio di Leila Organa è stato riprodotto su una infinità di prodotti di merchandising. Carrie Fisher in proposito ha detto: Ho dato in concessione il mio aspetto. Ogni volta che mi guardo allo specchio, devo dare un paio di dollari a George Lucas.[N 1]
- Nel film parodia Balle spaziali, il ruolo di Leila fu coperto da un personaggio chiamato Princess Bunhead in omaggio ai capelli (nella versione italiana il nome venne tradotto "Principessa Vespa"), interpretato da Daphne Zuniga.
- Il bikini dorato fu usato in un episodio di Justice League Unlimited da una ragazza (Lanterna Verde) come omaggio al personaggio.
- Il gruppo rock blink-182 ha dedicato al personaggio della principessa Leila una canzone intitolata A New Hope, il titolo inglese del primo film della saga.
- In una scena del terzo film animato giapponese tratto dall'anime Keroro, si può vedere il protagonista Fuyuki vestito come la Principessa Leila (compresa la famosa acconciatura)[senza fonte].
- Nell'episodio Battle of the Bots della serie animata Atomic Betty compare un personaggio molto simile a Leila, con tanto di crocchie di capelli viola e dal carattere altezzoso e capriccioso, chiamata però l'Imperatrice, che Atomic Betty, Sparky e X-5 devono salvare dal malvagio Maximus.
- La protagonista del libro di Silvana De Mari Il gatto dagli occhi d'oro è stata chiamata Leila in onore della principessa di Guerre stellari.
- Negli ultimi due episodi della terza stagione della serie TV fantasy C'era una Volta, la protagonista Emma Swan, per nascondere la propria vera identità una volta intrappolata nel passato, si fa chiamare Principessa Leila.
- Nella terza stagione di Friends Rachel chiede a Ross quale sia la sua fantasia erotica e questi risponde che vorrebbe vedere la sua ragazza vestita col bikini dorato sfoggiato dalla Principessa Leila nel film Il ritorno dello Jedi.